# Rompiendo lazos con el hogar
Rompiendo lazos con el hogar es una pintura del ilustrador estadounidense Norman Rockwell, creada para la portada del 25 de septiembre de 1954, del The Saturday Evening Post. El cuadro representa un padre y su hijo esperando un tren que tomará el joven para ir a la universidad estatal. La pintura, considerada por los expertos una de las obras maestras de Rockwell, es también una de las más ampliamente reproducidas, y fue votada como la segunda imagen más popular de la historia de The Saturday Evening Post.

## Descripción
Los detalles del cuadro, como en la mayoría de los trabajos de Rockwell, se combinan para contar una historia, en este caso una historia de finales y principios, con el chico de Nuevo México dejando su casa por primera vez. El joven y su padre se sientan en el estribo de la camioneta del rancho familiar. El billete asomando del bolsillo del hijo, y el raíl apenas visible en la esquina más baja de la pintura, junto al que se sienta el trío, sugiere que se encuentran esperando el tren, en una parada de silbato, o sea una en que el transporte público se detiene solo a pedido del pasajero.
Algunos libros del hijo están apilados sobre una maleta nueva con un banderín universitario. Con su corbata y calcetines perfectamente conjuntados, llevando chaqueta y pantalones blancos recién planchados, los zapatos brillando bien pulidos, está a punto para su nueva vida de universitario. Las manos unidas sostienen un paquete de tela rosa, probablemente un pequeño refrigerio preparado por su madre y el perro collie de la familia descansa su cabeza en su regazo; su mirada entusiasmada se enfoca hacia el horizonte, y en el próximo capítulo de su vida.
En contraste, el padre se sienta desplomado con los sombreros de los dos en su mano, como reticente de dejarle ir. La dirección de su mirada es opuesta a la de su hijo. La etiqueta de una cartera de tabaco Bull Durham cuelga, casi al alcance, del bolsillo de su camisa. También cuelga el cigarrillo de sus labios y el fósforo está entre sus dedos. Hay una bandera roja y una farol cerca de su mano derecha, sobre un baúl muy gastado. Con el equipaje del hijo descargado y esperando junto a él, no le queda nada que hacer excepto señalar al tren que pare, y su pose sugiere que está mirando la vía, temiendo la llegada inminente del tren que llevará a su hijo lejos.
Aunque las dos figuras no se están mirando, sus piernas se tocan y enfatizan el fuerte sentido de lazos familiares en esta icónica pintura de 1954.

## Historia
La pintura fue mostrada en muchas ubicaciones a lo largo de los años, incluyendo Washington D. C. en la Galería de Arte Corcoran en 1955, y en Moscú y El Cairo en 1964. Fue también la inspiración para una película de televisión epónima de 1987, presentando a Jason Robards y Doug McKeon como el padre y el hijo.
En 2003, la pintura fue exhibida en el Museo Norman Rockwell, lo que era su primera aparición pública en más de 25 años. A pesar de que algunos expertos notaron discrepancias entre la pintura en exhibición y la imagen publicada en el Post, la pintura se creía la original.

### Encontrando el original
En 1962, la pintura había sido comprada por 900 dólares por el dibujante Don Trachte, un amigo de Rockwell, y fue de su propiedad hasta su muerte en mayo de 2005. En marzo de 2006, dos de sus hijos encontraron un área oculta en casa de Trachte, la cual contenía varias pinturas, incluyendo Rompiendo lazos con el hogar. La investigación posterior descubrió que Trachte había creado copias de varias de las pinturas que poseía, y escondido los originales, desconocidos para su familia. Así, la obra exhibida en el museo Norman Rockwell en 2003, era de hecho, un réplica. El museo más tarde colocó el original en exhibición, junto con la copia.

### Venta en 2006
El 29 de noviembre de 2006, Sotheby's vendió la pintura original en subasta por 15,4 millones, lo que en el momento fue una suma récord pagada por un trabajo de Rockwell. El comprador o los compradores optaron por quedar en el anonimato.

## Referencia cultural
La pintura fue la inspiración para una película televisiva de 1987, Rompiendo lazos con el hogar, sobre el tema de la mayoría de edad.